# Sýkavka
Sýkavka (Chloropsis) je rod zpěvných ptáků, jediný zástupce samostatné čeledi sýkavkovití (Chloropseidae). K červnu roku 2024 je známo celkem 12 druhů sýkavek, z nichž všechny se vyskytují výhradně v orientální oblasti. Jejich nejbližšími příbuznými jsou zástupci z čeledi irenovití (Irenidae), rovněž původem z jihovýchodní Asie. V některých starších zdrojích mohou být sýkavky sdružovány přímo v rámci irenovitých.
Sýkavky dosahují velikosti 17–20 cm a hmotnosti asi 25–40 g. Pro obě pohlaví bývá typické výrazné zelené opeření, které se svým odstínem podobá zbarvení mladých listů – anglicky se proto sýkavky označují jako „listoví ptáci“ („leafbirds“). Peří těmto ptákům poskytuje maskovací vzor a ve stromoví je činí obtížně spatřitelnými, a to dokonce i na blízkou vzdálenost. Hlavu sýkavek nicméně často zdobí různé kontrastní barevné znaky, jako je černé hrdlo anebo modré proužky pod zobákem připomínající knír. Relativně fádní zbarvení hlavy vykazuje sýkavka žlutohrdlá (Chloropsis flavipennis).
Přirozeným biotopem sýkavkovitých je baldachýn lesních porostů, někdy však pronikají i do zahrad. Štíhlý a mírně zahnutý zobák spolu s kartáčovitým jazykem sýkavky předurčuje ke konzumaci nektaru z květů, přičemž v ekosystému vystupují v roli opylovačů. Navzdory tomu hojně požírají různé druhy bezobratlých a plody, zvláště z ochmetů (Loranthus). O hnízdění sýkavek se ví pouze sporé množství informací. Mezi úzkými větvemi stromových korun si budují neupravená miskovitá hnízda z jemných rostlinných materiálů, která z vnější strany pokrývají pavoučím hedvábím, lišejníky a mechy. Snůška činí 2 nebo 3 vejce a o inkubaci, jež v zajetí trvá okolo dvou týdnů, se stará především samice. Sýkavky, jako je sýkavka oranžovobřichá (Chloropsis hardwickii), mohou být zdatnými imitátory jiných ptačích druhů.